# الحارث بن عباد
اَلْحَارِثُ بْنُ عُبَادٍ اَلْبَكْرِيُّ (توفي نحو 50 ق هـ / 570 م)؛ حكيم، شاعر وسيد من سادات العرب في الجاهلية.من نصارى اليمامة في نجد انتهت إليه إمارة بني ضبيعة وهو شاب.
في أيامه كانت حرب البسوس فاعتزل القتال، مع قبائل من بكر، منها يشكر وعجل وقيس. ثم إن المهلهل قتل ولدا له اسمه بُجير، فثار الحارث ونادى بالحرب، وارتجل قصيدته المشهورة التي كرّر فيها قوله «قرّبا مربطَ النعامةِ مني»، أكثر من خمسين مرة، والنعامة فرسه، فجاؤوه بها، فجزّ ناصيتها وقطع ذنبها - وهو أول من فعل ذلك من العرب فاتخذ سنة عند إرادة الأخذ بالثأر - ونُصرت به بكر على تغلب، وأسّر المهلهل فجز ناصيته وأطلقه، وأقسم أن لا يكف عن تغلب حتى تكلمه الأرض فيهم، فأدخلوا رجلا في سرب تحت الأرض ومر به الحارث فأنشد الرجل:
فقيل: بر القسم: واصطلحت بكر وتغلب. وعمّر الحارث طويلا.

## نسبه
الحارث بن عباد بن ضبيعة بن قيس بن ثعلبة بن عكابة بن صعب بن علي بن بكر بن وائل.

## حرب البسوس
كان الحارث بن عباد قد اعتزل حرب البسوس فلم يشهدها، فلما قُتل جساس وهمام ابنا مرة حمل ابنه بجيرا فلما حمله على الناقة كتب معه إلى مهلهل إنك قد أسرفت في القتل وأدركت ثارك سوى ما قتلت من بكر وقد أرسلت ابني إليك فإما قتلته بأخيك وأصلحت بين الحيين وإما أطلقته وأصلحت ذات البين فقد مضى من الحيين في هذه الحروب من كان بقاؤه خيرا لنا ولكم. فلما وقف على كتابه أخذ بجيرا فقتله وقال: «بل بشسع نعل كليب». فلما سمع أبوه بقتله ظن أنه قد قتله بأخيه ليصلح بين الحيين، فقال: «نعم القتيل قتيلا أصلح من بني وائل!»، فقيل له إنه قال «بل بشسع نعل كليب»، فغضب عند ذلك الحارث بن عباد وقال قصيدة النعامة المشهورة. فأتوه بفرسه النعامة ولم يكن في زمانها مثلها فركبها وولى أمر بكر وشهد حربهم وكان أول يوم شهده يوم قضة.

### يوم تحلاق اللّمم
يوم تحلاق اللّمم (يوم قضة)، إنما سمّى بذلك لأن الحارث بن عباد لمّا تولّى الحرب قال لقومه: احملوا معكم نساءكم يكنّ من ورائكم، فإذا وجدن جريحا منهم قتلوه، وإذا وجدن جريحا منّا سقينه وأطعمنه، فقالوا: ومن أين يتميّز لهنّ؟ فقال:
احلقوا رؤوسكم لتمتازوا بذلك، ففعلوا، فسمّى به، فقال ربيعة بن ضبيعة- وكان من شجعانهم-: اتركوا لمّتى وأقتل لكم أوّل فارس يقدمهم، فتركوه، وهو الذي قتل عمرا وعامرا التغلبيّان، طعن أحدهما بسنان رمحه، والآخر بزجّه، ثم صرع بعد ذلك، فلمّا رأته نساء بكر دون حلق ظنّوه من تغلب فأجهزوا عليه.
وفي هذا اليوم أسر الحارث بن عباد المهلهل عدي بن ربيعة وهو لا يعرفه فقال له: دلّني على عديّ وأخلى عنك، فقال له عديّ: عليك العهد بذلك إن دللتك عليه، قال نعم، قال فأنا عديّ، فجزّ ناصيته وتركه وقال فيه:

### نهاية حرب البسوس
وكان الحارث آلى ألّا يصالح تغلبا حتى تكلّمه الأرض، فلمّا كثرت وقائعه في تغلب ورأت تغلب أنها ما تقوم له حفروا سربا تحت الأرض وأدخلوا فيه رجلا وقالوا له: إذا مرّ بك الحارث فغنّ بهذا البيت:
فلما مرّ الحارث اندفع الرجل وغنّى بالبيت، فقيل للحارث قد برّ بقسمك فابق بقيّة قومك، فأمسك، فاصطلحت بكر وتغلب.

## أقواله
- “ما تتفرق الأمة ويتمزق شملها إلا حين يتسلط بعضها على بعض”.
- ”لا طاعة لملك لا تعنيه كرامة شعبه“.
- ”عش رجبًا بعد رجب ترَ عجبًا“.
- ”خادم القوم سيدهم“.[18]
- ”لا يكونن أحدكم إمعة.. فيجري مع كل ريح“.[19]
- ”لا ناقة لي في هذا ولا جمل“.

### خطبة الحارث بن عبادلكِسْرى
دامت لك المملكة باستكمال جزيل حظها، وعلو سنائها، من طال رشاؤه، كثر متحه، ومن ذهب ماله، قل منحه. تناقل الأقاويل يعرف اللب ، وهذا مقام سيوجف بما ينطق به الركب، وتعرف به كنه حالنا العجم والعرب، ونحن جيرانك الأدنون، وأعوانك المعينون، خيولنا جمة، وجيوشنا فخمة، إن استنجدتنا فغير ربض، وإن استطرقتنا فغير جهض، وإن طلبتنا فغير غمض ، لا ننثني لذعر، ولا نتنكر لدهر، رماحنا طوال، وأعمارنا قصار.
قال كسرى: أنفس عزيزة وأمة ضعيفة .
قال الحارث: أيها الملك وأنى يكون لضعيف عزة أو لصغير مرة ! .
قال كسرى: لو قصر عمرك، لم تستول على لسانك نفسك.
قال الحارث: أيها الملك إن الفارس إذا حمل نفسه على الكتيبة مغررًا بنفسه على الموت؛ فهي منية استقبلها، وجنان استدبرها، والعرب تعلم أني أبعث الحرب قدمًا ، وأحبسها وهي تصرف بها، حتى إذا جاشت نارها، وسعرت لظاها، وكشفت عن ساقها، جعلت مقادها رمحي، وبرقها سيفي، ورعدها زئيري، ولم أقصر عن خوص خضخاضها ، حتى أنغمس في غمرات لججها، وأكون فلكًا لفرساني إلى بحبوحة كبشها ، فأستمطرها دمًا، وأترك حماتها جزر السباع وكل نسر.

## الحارث بن عباد في المسرح والتلفزيون
- 1984: مسلسل الزير سالم من إخراج أحمد السبعاوي من تمثيل محمود ياسين وفردوس عبد الحميد[22]
- 1985: مسرحية الزير سالم من إخراج حمدي غيث من تأليف الكاتب المسرحي المصري ألفريد فرج.
- 2000: مسلسل الزير سالم من إخراج حاتم علي قام بدور الحارث بن عباد خالد تاجا.[23]